# Dataz
Dataz là rapper người Tanzania. Cô sinh năm 1984 trên bờ của Hồ Nyasa ở Mbamba Bay. Sau đó cô cùng cha mẹ chuyển đến Morogoro nơi cô bắt đầu giáo dục tiểu học. Khi Dataz đang học trường cấp hai của cô, Ifunda, tài năng âm nhạc của cô đã được bộc lộ.
Dataz lần đầu tiên bắt đầu biểu diễn cùng với nữ rapper Bad G, họ biểu diễn cùng nhau trong một khoảng thời gian, cả hai người hiện đang theo đuổi sự nghiệp solo. Đĩa đơn đầu tiên của Dataz, "Kitimtim", đứng đầu bảng xếp hạng của một số đài phát thanh ở Tanzania.
Dataz đổ lỗi cho việc thiếu các rapper nữ ở Tanzania vì thực tế rằng MC và DJ có liên quan đến tính côn đồ và nam tính, phổ biến nhất thông qua việc bắt chước gangsta rap của Mĩ, một thể loại có cơ sở lời rap phần lớn là sự khuất phục của phụ nữ. Trong khi hip hop Mỹ có đầy đủ các tài liệu tham khảo chinh phục người phụ nữ, rap Swahili không có ngôn ngữ tương tự đối với phụ nữ. Bởi vì tôn giáo đóng một vai trò lớn trong cuộc sống của hầu hết các rapper, họ đến ngã tư đường khi họ cố gắng bắt chước rap gangsta với sự khuất phục của phụ nữ. Điều này để lại cả một khoảng cách về tính xác thực của các nghệ sĩ, điều này cũng quan trọng trong rap tiếng Swour như trong rap Mỹ, nhưng cũng để lại một vị trí lớn hơn trong bối cảnh hip hop cho phụ nữ tham gia.
Nữ nghệ sĩ rap Tuni của Nubian Motown Crew nói rằng nhiều cô gái ngại tham gia vào rap do thái độ rằng rap là một thứ của nam giới và có liên quan đến các băng đảng, bạo lực và mọi thứ xấu xa." Một cái gì đó thiếu trong rap tiếng Swords, nhưng chiếm ưu thế trong ảnh hưởng của nó, hip hop Mỹ.